# Stefania Boffa
Stefania Boffa (* 9. August 1988) ist eine ehemalige Schweizer Tennisspielerin.
Im April 2003 spielte sie ihr erstes Match auf dem ITF Women’s Circuit.
In ihrer Karriere gewann sie auf ITF-Turnieren einen Einzel- und vier Doppeltitel. 2006 spielte sie für die Schweiz zwei Doppelpartien im Fed Cup; nach beiden Partien, gegen Japan und gegen Australien, ging sie jedoch als Verliererin vom Platz.
Im Februar 2010 zog sich Boffa vom Profitennis zurück.

## Turniersiege

### Einzel
| Nr. | Datum            | Turnier | Kategorie   | Belag     | Finalgegnerin  | Ergebnis      |
| --- | ---------------- | ------- | ----------- | --------- | -------------- | ------------- |
| 1.  | 3. Dezember 2006 | Havanna | ITF $10.000 | Hartplatz | Melisa Morales | 6:1, 3:6, 6:3 |

### Doppel
| Nr. | Datum            | Turnier | Kategorie   | Belag             | Partnerin        | Finalgegnerinnen                      | Ergebnis  |
| --- | ---------------- | ------- | ----------- | ----------------- | ---------------- | ------------------------------------- | --------- |
| 1.  | 1. Oktober 2006  | Jakarta | ITF $10.000 | Hartplatz         | Zhang Ling       | Sandy Gumulya Lavinia Tananta         | 6:4, 6:4  |
| 2.  | 18. März 2007    | Athen   | ITF $10.000 | Sand              | Raluca Ciulei    | Karin Hechenberger Giorgia Mortello   | 6:0, 7:60 |
| 3.  | 26. Oktober 2008 | Glasgow | ITF $25.000 | Hartplatz (Halle) | Amanda Elliott   | Laura-Ioana Andrei Irina-Camelia Begu | 6:4, 7:63 |
| 4.  | 22. März 2009    | Bath    | ITF $10.000 | Hartplatz (Halle) | Anna Fitzpatrick | Veronika Chvojková Kateřina Vaňková   | 6:1, 6:1  |